# 周卉
周卉（Zhou Hui，1989年—），浙江杭州临安人，中国女子羽毛球运动员。

## 簡歷
2000年，周卉进入浙江省体工队，跟隨蒋国良的教導，及至2005年底进入中青队，次年入选国家二队。
2009年12月，周卉代表中國參加了香港舉行的東亞運動會羽毛球比賽，奪得女團金牌。
2010年12月，周卉出戰印度羽毛球大獎賽，在女单决赛中以2比0（21-13、21-17）擊敗印尼的法蘭西絲卡·拉特納薩里，奪得個人生涯首個職業賽冠軍。

## 主要比賽成績
只列出曾進入準決賽的國際賽事成績：
| 年份   | 賽事                     | 公開賽級別 | 項目     | 成績   |
| ------ | ------------------------ | ---------- | -------- | ------ |
| 2009年 | 東亞運動會羽毛球比賽     | 其他       | 女子團體 | 金牌   |
| 2010年 | 碧特博格羽毛球黃金大獎賽 | 黃金大獎賽 | 女子單打 | 準決賽 |
| 2010年 | 越南羽毛球大獎賽         | 大獎賽     | 女子單打 | 亞軍   |
| 2010年 | 韓國羽毛球大獎賽         | 大獎賽     | 女子單打 | 準決賽 |
| 2010年 | 印度羽毛球大獎賽         | 大獎賽     | 女子單打 | 冠軍   |

| 2007-2017年 | 首要超級賽 | 超級賽 | 黃金大獎賽 | 大獎賽 | 國際挑戰賽 | 國際系列賽 | 未來系列賽 | 其他 |

| 2018-2026年 | 總決賽 | 超級1000賽 | 超級750賽 | 超級500賽 | 超級300賽 | 超級100賽 | 國際挑戰賽 | 國際系列賽 | 未來系列賽 | 其他 |